# Linwood, Pennsylvania
Linwood är en ort i Delaware County i delstaten Pennsylvania, USA.